# Kasidit Samrej
Kasidit Samrej (thailändisch กษิดิศ สำเร็จ; * 26. Januar 2001 in Bangkok) ist ein thailändischer Tennisspieler.

## Persönliches
Samrejs Vater Vittaya Samrej war ebenfalls Tennisspieler und spielte 37 Partien für die thailändische Davis-Cup-Mannschaft.

## Karriere
Samrej spielte zwischen 2014 und 2019 auf der ITF Junior Tour, wo er zwei Einzel- und sechs Doppeltitel auf Turnieren der unteren Kategorien gewann und in der Junioren-Rangliste Platz 73 erreichte.
Bei den Profis trat Samrej das erste Mal 2018 in Erscheinung. Die folgenden Jahre war er vorrangig auf der drittklassigen ITF Future Tour aktiv. 2022 gewann er dort seinen ersten Titel im Einzel und zog in die Top 700 der Weltrangliste ein. Für Thailand spielte er bei verschiedenen Kontinentalturnieren: 2021 bei der Sommer-Universiade (Silber im Einzel), 2022 bei den Asienspielen sowie 2021 (Bronze im Mixed und Gold im Team) und 2023 (Bronze im Einzel und Gold im Team) bei den Südostasienspielen. In der Saison 2024 verbesserte er sich und gewann drei weitere Titel auf der Future Tour, die ihn erstmals in den Dunstkreis der nächsthöheren Turnierreihe, der ATP Challenger Tour brachten. Auch im Doppel kam er zu zwei Turniererfolgen. In Seoul stieß er bei einem Challenger das erste Mal ins Viertelfinale vor und besiegte unter anderem Coleman Wong, die Nummer 157 der Welt. Ende der Saison 2024 stand er auf Ranglistenplatz 414.
Der größte Erfolg gelang ihm mit dem Sieg der Asia-Pacific Wildcard Play-offs kurz vor Jahresende. Als Gewinner der Veranstaltung erhielt er eine Wildcard für die Australian Open 2025 und kam damit zu seiner Premiere bei einem Grand-Slam-Turnier; als erster männlicher Thailänder seit 2012 spielte er auf dieser Ebene. In der ersten Runde der Einzelkonkurrenz traf Samrej auf den Weltranglistenfünften Daniil Medwedew in der Rod Laver Arena. Er führte dort mit 2:1 Sätzen, verlor aber nach über drei Stunden in fünf Sätzen gegen den Russen. Das erste Mal überhaupt spielte er mehr als drei Sätze in einem Match; im vierten Satz bekam er deshalb Krämpfe.
Samrej spielt seit 2019 für die thailändische Davis-Cup-Mannschaft und weist dort eine Bilanz von 10:10 auf.